# Arjána kormányzóság
Az Arjána kormányzóság arabul: ولاية أريانة  egyike az 1983 márciusában létrehozott kormányzóságoknak Tunéziában.

## Földrajz
Tunézia északi részén található. Az évi középhőmérséklet 18,7 °C és a csapadék évi 450 mm.

### Városok
- Arjána
- Ettadhamen-Mnihla
- Kalâat el-Andalous
- Raoued
- Sidi Thabet
- La Soukra